# مايك كوركوران
مايك كوركوران (بالإنجليزية: Mike Corcoran)‏ هو لاعب كرة قاعدة أمريكي، ولد في 10 أكتوبر 1858 في بروكلين في الولايات المتحدة، وتوفي في 11 أكتوبر 1927 في Setauket-East Setauket ‏ في الولايات المتحدة.